# Distrito de Quinjalca
El distrito de Quinjalca es uno de los veintiún distritos de la Provincia de Chachapoyas, en el Departamento de Amazonas, norte del Perú.  Limita al noroeste con el distrito de Asunción, al noreste con el distrito de Olleros, al este con el distrito de Granada, al sur con el distrito de Molinopampa y al oeste con el distrito de Chuquibamba y el distrito de Sonche.
Tiene una población estimada mayor a 1000 habitantes y su capital es el centro poblado de Quinjalca. Destaca el centro arqueológico e histórico de Kakachaquen.

## Historia
El distrito fue creado el 5 de febrero de 1861 mediante Ley sin número, en el gobierno del presidente Ramón Castilla.

## Geografía
El distrito de Quinjalca está ubicado en el lugar conocido geográficamente como Alto Imaza. Su clima es frío, se encuentra entre los 2400 m s. n. m. y 2700 m s. n. m.
Destaca el río Imaza, que cuenta con numerosas cataratas como Iscopata, y dos en escalera (Tambillo) y Chontapampa. Cuenta además con dos lagunas, la Laguna Amarilla y la Laguna Negra. Asimismo, en el lugar denominado Wiskin, existe un tablazo sostenido con rocas a una altura de 200 metros inclinando mirando al este.
En el paisaje se pueden apreciar las cordilleras de Quilgon, Shundura y Kuiocha, y los bosques de Quilgon, Zenla, Chicha, Chontapampa y Cuelcacha, donde abundan muchas especies de aves multicolores y monos.
- -     - Centro Arqueológico de Kakachaken***

DESCRIPCIÓN
Ubicado en el distrito de Quinjalca, a orillas de rio Imaza, colindante con el distrito de Goncha, está situado en una encañada hermosa entre árboles y rocas, allí se encontró una cantidad de restos humanos de los antiguos Quinjalcas. Además las maravillas de la ribera del Alto Imaza, es un lugar ubicado entre los 3.000 y 3600 m s. n. m., el aire es limpio, sus aguas son transparentes y cristalinas, sus bosques y praderas son eternamente bellas, es urgente declara zona protegida, por la importancia ecológica y belleza natural. La catarata de Izcopata, las dos lagunas encantadas de Torpugllanan, las cordilleras de Shundura, Quilgòn, Kiocha, los bosque de Quilgon, las 2 cataratas de Escalera y Tambillo las infinidades de aves y monos que habitan entre Quilgòn y Chontapampa es impresionante, si estas maravillas no se protegen hoy mañana podrá ser tarde, para el turismo y el estudio de los expertos y científicos del mundo.
UBICACIÓN
Ubicado en el distrito de Quinjalca, a orillas de río Imaza, colindante con el distrito de Olleros, está situado en una encañada hermosa entre árboles y rocas, allí se encontró una cantidad de restos humanos de los antiguos Quinjalcas
+#Fuente: http://www.enperu.org/amazonas/ccentro-arqueologico-kakachaken-amazonas-peru/

## Autoridades

### Municipales
- 2023 - 2026[1]
  - Alcalde: Wilman Mas Chasquibol, de Sentimiento Amazonense Regional.